# Земля-годувальниця (срібна монета)
«Земля́-годува́льниця» — пам'ятна срібна монета номіналом 10 гривень, випущена Національним банком України, присвячена цінності і значенню землі-годувальниці, яка за всіх часів залишається джерелом життя і матеріальних благ. Давні традиції землеробства знайшли відображення в українській усній народній творчості: «Про землю піклуйся — золотим зерном милуйся», «Чорна земля білий хліб родить», «Земля — наша мати, всіх годує».
Монету введено в обіг 20 серпня 2019 року. Вона належить до серії «Інші монети».

## Опис монети та характеристики
| Номінал грн. | Метал  | Маса, г      | Діаметр, мм | Якість виготовлення | Гурт                           | Тираж, штук |
| ------------ | ------ | ------------ | ----------- | ------------------- | ------------------------------ | ----------- |
| 10           | срібло | 31,1 / 33,62 | 38,6        | пруф                | гладкий із заглибленим написом | 4 000       |

### Аверс
На аверсі монети розміщено: на тлі рослинного орнаменту малий Державний Герб України, праворуч від нього рік карбування монети «2019» (угорі) та стилізовану композицію — фігуру сіяча, який тримає кошик із золотим зерном (локальна позолота), ліворуч від сіяча вертикальні смуги, що символізують золоте зерно (локальна позолота), і рілля, та вертикальні написи: на золотому тлі — «УКРАЇНА», на дзеркальному тлі — «ДЕСЯТЬ ГРИВЕНЬ».

### Реверс
На реверсі монети розміщено стилізовану композицію з висоти пташиного польоту: на тлі стилізованого рослинного орнаменту зображено орача, який править парою волів, запряжених у плуг. Ліворуч на дзеркальному тлі вертикальний напис: «ЗЕМЛЯ/ГОДУВАЛЬНИЦЯ».

## Автори

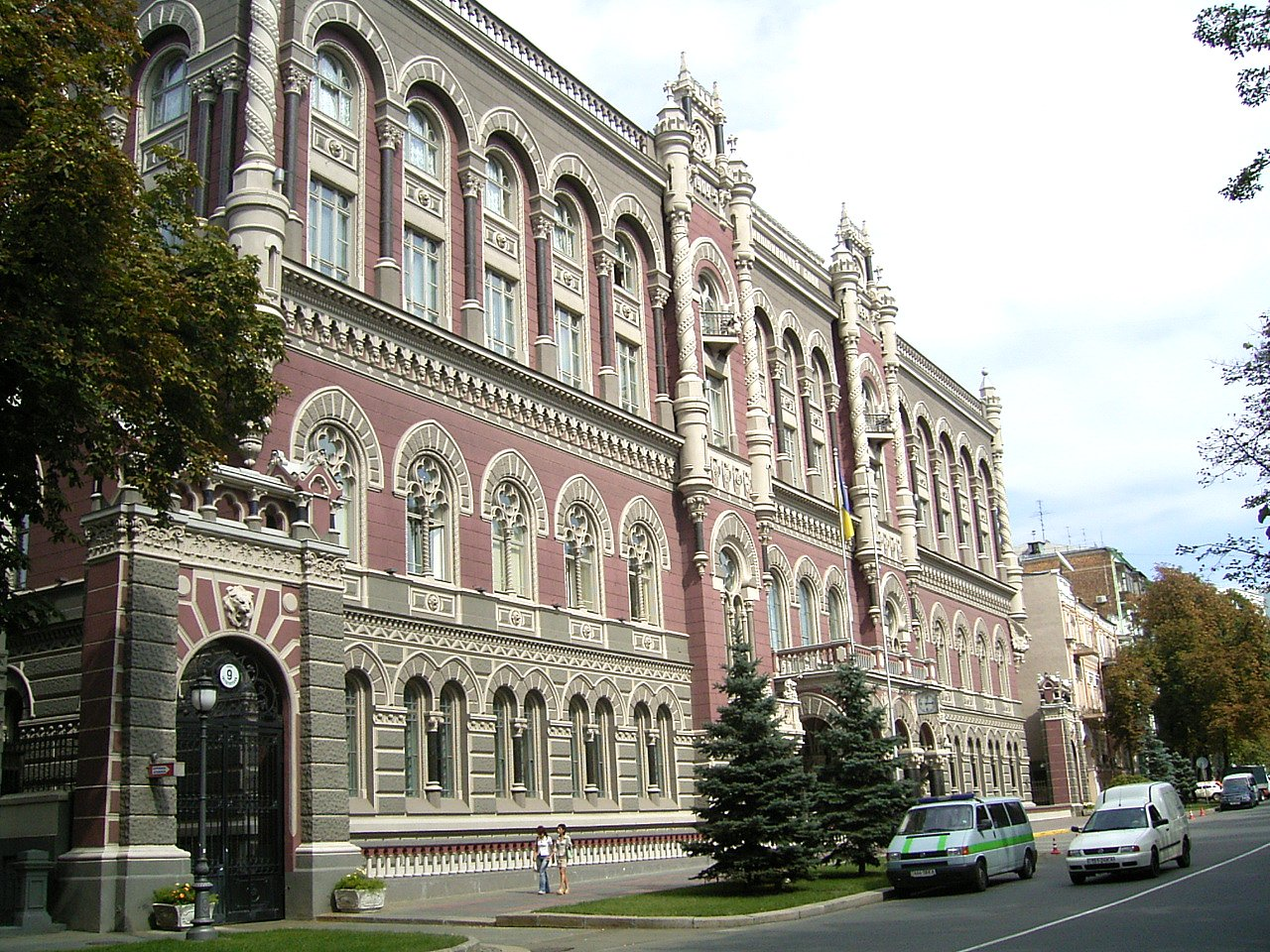
Будівля Національного банку України

- Художники: Таран Володимир, Харук Олександр, Харук Сергій.
- Скульптори: Чайковський Роман, Іваненко Святослав.

## Вартість монети
Під час введення монети в обіг 2019 року, Національний банк України реалізовував монету за ціною 1329 гривень.
Фактична приблизна вартість монети з роками змінювалася так:
| Рік        | 2020  | 2021  | 2022  | 2023  | 2024  | 2025  |
| ---------- | ----- | ----- | ----- | ----- | ----- | ----- |
| Ціна, грн. | 1 350 | 1 700 | 2 000 | 3 500 | 5 700 | 5 600 |